# 狐猴型下目
狐猴型下目（学名：Lemuriformes）是哺乳纲灵长目的一个下目，属于原猴亚目。它包括马达加斯加的狐猴，以及非洲和亚洲的嬰猴科和懒猴科。